# Mus indutus
Mus indutus és una espècie de mamífer rosegador de la família dels múrids. Viu a altituds de fins a 1.600 msnm a Angola, Botswana, Namíbia, Sud-àfrica, Zàmbia i Zimbàbue. Ocupa una gran varietat d'hàbitats de sabana semiàrida. És una espècie en risc mínim, és a dir, no sembla que hi hagi cap amenaça significativa per a la seva supervivència. El seu nom específic, indutus, significa ‘assumit’ en llatí.